# Mario Evaristo
Marino "Mario" Evaristo (10 december 1908 - 30 april 1993) was een Argentijnse voetballer die speelde voor het Argentijns voetbalelftal. Hij was onderdeel van het Argentijnse team dat tweede werd op het WK van 1930. Dit deed hij samen met zijn oudere broer Juan, een vleugel half-back. Samen werden ze de eerste broers die in een WK-finale verschenen.
Evaristo werd Marino genoemd, maar veranderde later zijn naam in Mario. Hij speelde voor Sportivo Palermo, Club Atlético Independente en Boca Juniors in Argentinië. Met het Boca-team won hij onder 1931 onder andere de Primera Division Argentina (de eerste professionele kampioen van Argentinië).
Later in zijn carrière verhuisde hij naar Europa, waar hij speelde voor Genoa CFC in Italië, en voor OGC Nice en Antibes in Frankrijk.
Samen met zijn broer Juan had hij meer dan 30 jaar de leiding over jeugdteams van Boca Juniors.

## Onderscheidingen
Club Atlético Boca Juniors
- Argentijnse Primera División⁣: 1926, 1930, 1931
- Copa Estimulo: 1926

Sportivo Barracas
- AAAF amateurkampioenschap: 1932

## Interlanddoelpunten
Goals voor Argentinië
| #  | Datum            | Stadion                                     | Tegenstander | Scoren | Resultaat | Wedstrijd                          |
| -- | ---------------- | ------------------------------------------- | ------------ | ------ | --------- | ---------------------------------- |
| 1. | 10 november 1929 | Estadio Gasómetro, Buenos Aires, Argentinië | Paraguay     | 1 –0   | 4-1       | Zuid-Amerikaans kampioenschap 1929 |
| 2. | 22 juli 1930     | Estadio Centenario, Montevideo, Uruguay     | Chili        | 3 – 1  | 3-1       | FIFA Wereldbeker 1930              |